# Phaonia meigeni
Phaonia meigeni är en tvåvingeart som beskrevs av Adrian C. Pont 1986. Phaonia meigeni ingår i släktet Phaonia och familjen husflugor. Arten är reproducerande i Sverige. Inga underarter finns listade i Catalogue of Life.